# Jason Berrent
Jason Alan Berrent (né le 23 juin 1983  à Washington) est un acteur américain surtout connu pour son travail avec Cirque du Soleil. 

## Biographie
Jason Berrent a créé le personnage "Trickster" dans Koozå dont il a fait la première en 2007.